# Clethra mexicana
Clethra mexicana là một loài thực vật có hoa trong họ Clethraceae. Loài này được DC. mô tả khoa học đầu tiên năm 1839.